# Шиллонг (плато)
Плато Шиллонг или Ассамские горы — плато на северо-востоке Индии, на востоке штата Мегхалая. Состоит из гор Гаро на западе, и хребтов Кхаси и Джайнтия на востоке. На спутниковых снимках видны многочисленные следы сжимающих сил в направлениях Север-Юг и Запад-Восток. В мантии под плато — несколько глубоких точек тектонической активности.
Плато простирается на 350 километров с запада на восток, между рекой Брахмапутрой и Восточной Бенгалией. Высоты до 1961 м (Пик Шиллонг, массив Кхаси), в горах Джайнтия — до 1200 м, Гаро — до 600 м. Плато представляет собой выступ древнекристаллического фундамента. На юге плато Шиллонг расположено одно из самых влажных мест на Земле — в городе Черрапунджи выпадает в среднем 11764 мм осадков в год (максимум — 22 987 мм (1861г)), в Моунсираме — 13 923 мм. Однако «запирающее» воздействие гор Кхаси столь велико, что в 50 км к северу от Черрапунджи, в городе Шиллонге осадков выпадает почти в шесть раз меньше — 2296 мм.
Преобладающая растительность — кустарниковые заросли и влажные тропические леса. Леса сведены почти полностью подсечно-огневым земледелием, остались лишь на 7 % площади. Почвы сильно эродированы.

## Хозяйственная деятельность
Чайные (Ассамский чай), ананасовые плантации, сады умеренных широт. В горах Кхаси — мандарины и апельсины, картофель, рис. В более жарких горах Гаро — слива, груша, бананы, хлопчатник. Месторождения каменного угля и известняка местного значения — Кхаси.